# 浅波叶长柄山蚂蝗
浅波叶长柄山蚂蝗（学名：Podocarpium repandum），为豆科长柄山蚂蝗属下的一个植物种。